# Zakaria Idriss Deby Itno
Zakaria Idriss Deby Itno est un ambassadeur de la République du Tchad, il est le frère du président Mahamat Idriss Déby.

## Biographie

### Enfance, éducation et débuts
Zakaria Idriss Deby Itno est le frère du président Mahamat Idriss Déby.

### Carrière
Zakaria Idriss Deby Itno est ambassadeur de la République du Tchad,,.